# Nannopterum
Nannopterum es un clado de aves acuáticas suliformes de la familia de los falacrocorácidos, al cual algunos le otorgan nivel genérico. Incluye 3 especies de cormoranes habitantes del continente americano, tanto en aguas dulces como marinas, así como en islas relacionadas con este.

## Distribución
Estas aves se distribuyen en todo el continente americano tanto en el océano Pacífico como en el Atlántico y en cuerpos de agua dulce interiores, desde las islas Aleutianas, el golfo de Alaska y el golfo de San Lorenzo por el norte hasta el cabo de Hornos por el sur. También se encuentra en islas relacionadas con este continente, hasta una distancia de 1000 km en el caso de las islas Galápagos.

## Taxonomía

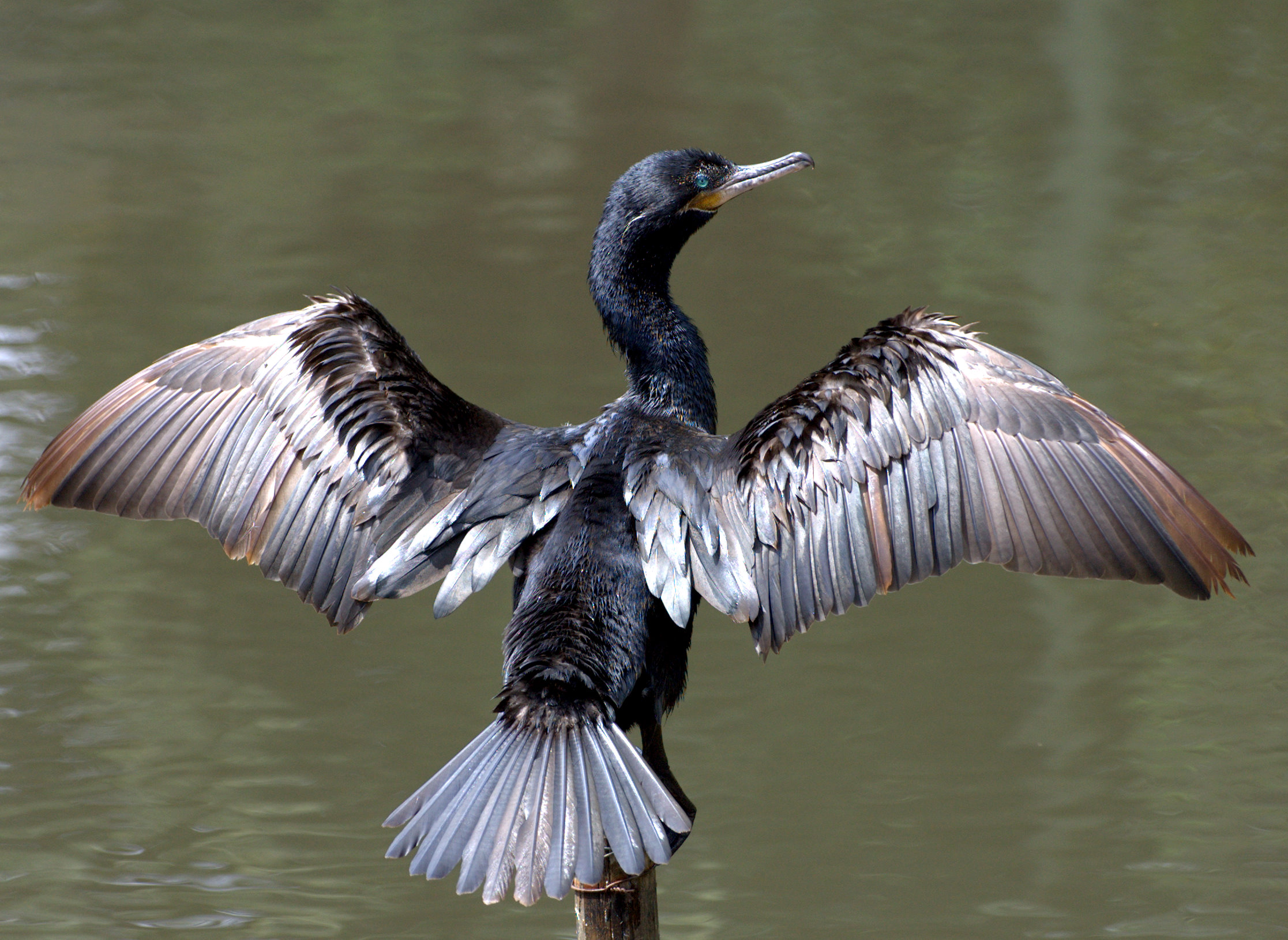
Cormorán neotropical (Nannopterum brasilianus).

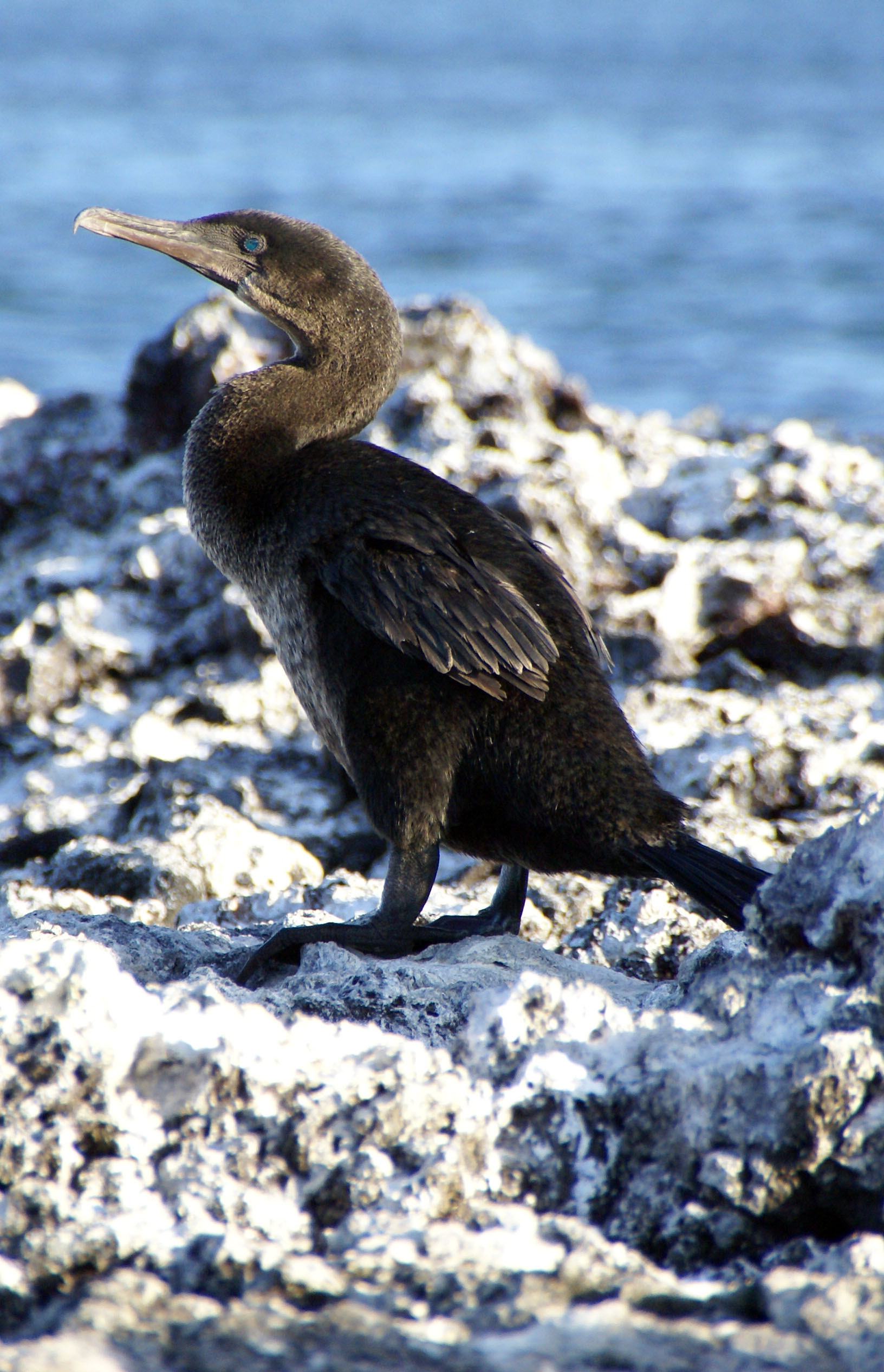
Cormorán mancón o cormorán de las Galápagos (Nannopterum harrisi).

Esta clado está integrado por 3 especies:
- Nannopterum harrisi Rothschild, 1898 El cormorán no volador o cormorán de las Galápagos. Habita todo el año en las costas marinas de las islas que componen el archipiélago de Colón, también conocido como "Islas Galápagos", ubicadas en pleno océano Pacífico al noroeste de América del Sur. Todas ellas integran la provincia de Galápagos, una de las 24 en que se divide la República del Ecuador.[1][2][3][4]
- Nannopterum auritus (Lasson, 1831) Cormorán orejudo, especie de América del Norte la cual habita desde las islas Aleutianas y el golfo de Alaska hasta el golfo de California en el océano Pacífico y desde el golfo de San Lorenzo hasta las Bahamas y Cuba por el océano Atlántico.
- Nannopterum brasilianus (Gmelin, 1789)[5] Es el cormorán neotropical o biguá, especie que habita tanto en agua dulce como salada desde Centroamérica hasta el cabo de Hornos.

### Etimología
Etimológicamente, Nannopterum se construye con los términos en idioma griego nanno prefijo que significa ‘muy pequeño’ y pterum que se traduce como ‘alas’, en razón que la especie por la cual fue originalmente creado posee las alas atrofiadas.

### Historia taxonómica
Este clado fue descrito con nivel genérico originalmente en el año 1899 por el zoólogo inglés Richard Bowdler Sharpe. A las dos especies continentales generalmente se las incluyó en el género Phalacrocorax, al que también fue relegada la especie galapagueña, en virtud de que integran una de las familias más homogéneas en términos de morfología externa superficial, si bien algunos investigadores a finales del siglo XX y comienzos del XXI ya postulaban una mayor segmentación genérica, incluso atendiendo a sus diferencias esqueléticas.
El análisis filogenético de las especies incluidas en Phalacrocorax ha permitido diferenciar grupos monofiléticos que algunos expertos consideran como subgéneros y otros como géneros independientes. 
En el año 2014, M. Kennedy y H. G. Spencer analizaron las relaciones filogenéticas de los integrantes de la familia Phalacrocoracidae, empleando para ello muestras de sangre o plumas de 40 de sus taxones y secuenciando más de 8000 pares de bases de ADN mitocondrial (5 loci) y ADN nuclear (5 loci). Con el resultado arrojado se construyó un árbol formado por 7 clados bien diferenciados, a los cuales los especialistas les asignaron sendos géneros (dada su distancia genética y prolongada historia evolutiva independiente), debiendo para ello resucitar algunos nombres que habían caído en sinonimia. Nannopterum es uno de ellos, el cual había sido creado para contener monotípicamente al cormorán de Galápagos. A él le fueron también asignados 2 especies de la familia que habitan en el continente americano. Estimaron una edad de entre 9 y 10 millones de años para el momento en que el linaje de Phalacrocorax se habría separado de la rama formada por el ancestro de Nannopterum y Leucocarbo, mientras que la separación entre estos últimos ocurrió más recientemente, hace 6 a 7 MA.
Dentro del género Nannopterum, N. harrisi resultó ser el taxón más próximo al ancestro que luego derivaría en N. auritus y N. brasilianus y no una adaptación insular de alguna de las dos especies continentales, como alguna vez se postuló.
Muchos expertos consideran que las 3 especies de Nannopterum pertenecen al género Phalacrocorax y algunos las clasifican dentro de un subgénero. En la lista del Congreso Ornitológico Internacional se continúa incluyendo las especies de Nannopterum dentro del género Phalacrocorax. Para el año 2021 la organización internacional dedicada a la conservación de los recursos naturales “Unión Internacional para la Conservación de la Naturaleza” (IUCN)— continúa considerando a Nannopterum como un género válido, con sus 3 especies.

## Hábitos
Son buenas buceadoras, ya que de esta forma capturan su alimento, compuesto por numerosas formas de animales acuáticos, especialmente peces, los que son tragados enteros, comenzando por la cabeza. Bajo el agua se propulsa por medio de sus patas, las que poseen membrana interdigital. Dos de las especies son buenas voladoras, mientras que la tercera ha perdido la capacidad de volar, presentando alas atrofiadas. 
Reproducción
Son monógamos y se reproducen formando colonias. El nido es una plataforma que levantan en acantilados rocas, árboles, arbustos, etc. Ambos padres incuban la puesta y luego alimentan a la prole.  